# Subodh Gupta
 (mars 2017).
Si vous disposez d'ouvrages ou d'articles de référence ou si vous connaissez des sites web de qualité traitant du thème abordé ici, merci de compléter l'article en donnant les références utiles à sa vérifiabilité et en les liant à la section « Notes et références ».
Subodh Gupta est un artiste plasticien indien né en 1964 à Khagaul (en) au Bihar. Star de l'Art contemporain en Inde, il vit et travaille à Delhi. 

## Biographie
En 1980, durant 5 ans, il est engagé comme acteur dans une troupe de théâtre de Khagaul puis il est admis, en 1983, au College of Arts and Crafts (Ecole supérieure des arts et artisanats) de Patna. Il obtient une bourse d'études  de l'Académie nationale des beaux arts de New Delhi en 1990. Il épouse Bharti Kher en 1993.
En 1996, il réalise 29 Mornings qui sera la première œuvre de l'artiste achetée par un musée (le musée des arts asiatiques de Fukuoka au Japon). Lors de la présentation de The Way Home à la  Biennale de Gwangju en 2000, sa rencontre avec Nicolas Bourriaud, commissaire d'exposition, lui permet de commencer une carrière internationale. Il est nommé professeur invité à l'École nationale supérieure des beaux-arts en 2004.
Il installe son atelier à Gurgaon en 2008. Cette même année, la Galleria Continua de San Gimignano présente une exposition consacrée à l'artiste. En 2010, il conçoit la scénographie (décors, costumes)  de Suivront mille ans de calme de Angelin Preljocaj.
En 2011, il participe à l'exposition Paris-Delhi-Bombay...l'Inde vue par des artistes indiens et français au Centre Pompidou. Une grande exposition, intitulée Everything Is Inside regroupant plus de 45 œuvres, est présentée au Museum für Moderne Kunst de Francfort puis à la National Gallery of Modern Art de New Delhi.

## Œuvre
Il travaille les icônes de la culture indienne : la vache, le fer galvanisé (électrisé) des ustensiles de cuisine, le scooter du livreur de lait, la bouse de vache, l'Ambassador... L'œuvre de Subodh Gupta tente de comprendre comment tous ces objets emblématiques d'une culture construisent à la fois les identités individuelles ou collectives et le corps politique de la nation elle-même. Le vocabulaire de Subodh Gupta, au début de son œuvre, était proche de celui de la commémoration - propre à ces drôles de monuments de béton qui essaiment la campagne indienne.[Interprétation personnelle ?] Il crée ainsi des anti-monuments à la fois par un travail de décontextualisation et de dématérialisation : objets, marchandises exportées ou subsistances de la colonisation, moments extraits du labeur ordinaire du peuple indien. (lille3000) « J'habite en Inde et j'aime le travail » ceci est sa phrase culte[réf. nécessaire]

### Œuvres
- Pure, 1999
- Doot, 2003
- Two Cows, 2003-2008
- I Go Home Every Single Day, 2004-2014
- Jutha, 2005
- Sister, 2005
- Very Hungry God, 2006, un crâne géant et souriant agrégeant des pots en métal rutilant, propriété de François Pinault[5].
- All Things Are Inside, 2007
- Faith Matters, 2007-2008
- There Is Always Cinema, 2008
- Oil on Canvas, 2010
- Jal Mein Kumbh, Kumbh Mein Jal Hai, 2012
- Anahad (Unstruck), 2017
- Unknown Treasure, 2017
- Only One Gold, 2017
- People Tree, 2018
- Adda
- Garam Masala, 2018[6].
- Cooking the World, 2019, Poitiers (Traversées / Kimsooja, Ville de Poitiers)
- Vehicle for the Seven Seas, un chariot et trois valises sculptées en aluminium, acheté aux enchères en 2008 pour 500 000 euros.[réf. nécessaire]

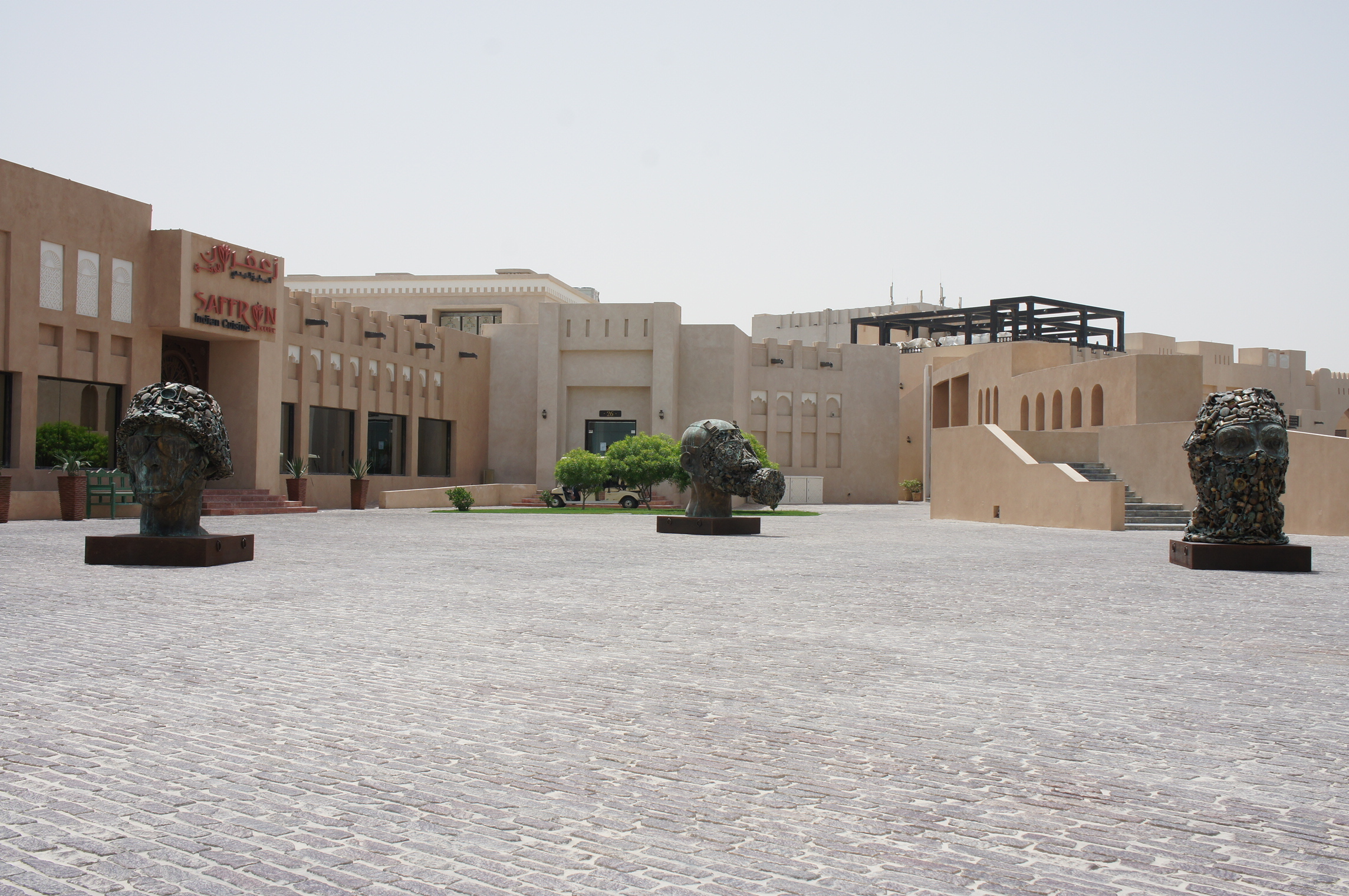
Gandhi's Three Monkeys
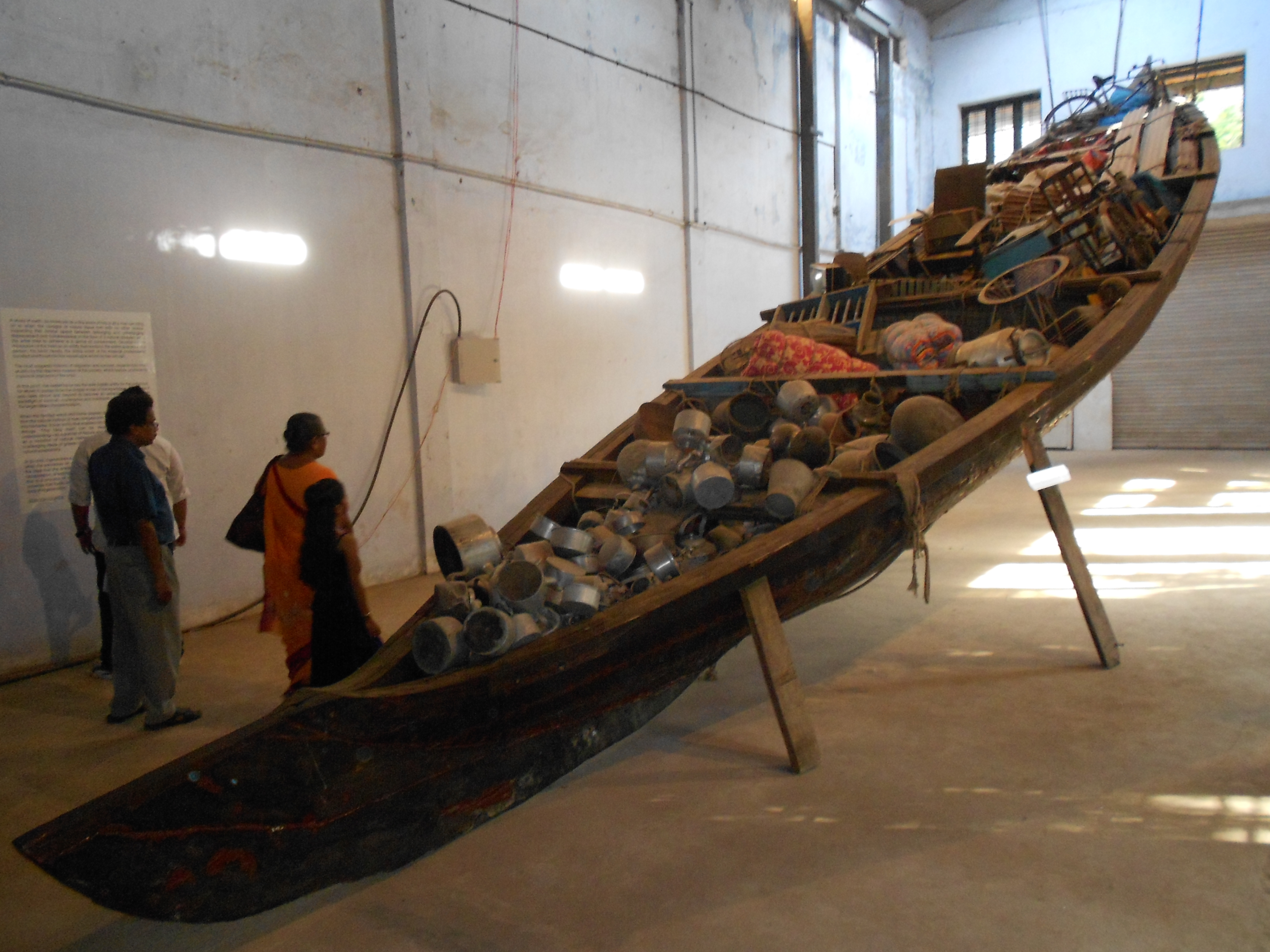
What does the vessel contain, that the river does not

## Expositions
- Everything Is Inside, Museum für Moderne Kunst, Francfort-sur-le-Main, 2014/2015
- Everything Is Inside, National Gallery of Modern Art, New Delhi
- Subodh Gupta, Le Musée du 11 Conti - Monnaie de Paris, Paris, du 13 avril au 26 août 2018

## Distinctions
- Chevalier de l'Ordre des Arts et des Lettres, 2013.